# واله (وینزن)
واله (به آلمانی: Walle) یک منطقهٔ مسکونی در آلمان است که در وینزن ان در آلر واقع شده‌است.